# 西站站 (布鲁塞尔地铁)
西站站（法語：Gare de l'Ouest）是布鲁塞尔地铁1、2、5、6号线的车站，是1号线的西端终点站，位于比利时布鲁塞尔首都大区圣扬斯-莫伦贝克。

## 名称
该站得名于上方的铁路车站布鲁塞尔西站，其与本站组成了一个综合交通枢纽，将火车、地铁、有轨电车和公共汽车四者结合。

## 历史
该站于1982年10月6日启用。两年后的1984年，其服务的布鲁塞尔西站关闭了客运。
经过现代化扩建，2009年4月2日，翻修后的地铁站落成，国王阿尔贝二世出席了典礼。该站由2个站台增至3个，地铁2号线和6号线开放，地铁站和火车站也被整合进同一栋建筑内。2009年12月13日，布鲁塞尔西站重新投入使用。